# Кравець Алла Володимирівна
Алла Володимирівна Кравець (нар. 12 січня 1973, Запоріжжя, Українська РСР) — українська волейболістка.
Вона була частиною жіночої збірної України з волейболу на літніх Олімпійських іграх 1996 року. Вона також брала участь у чемпіонаті світу з волейболу серед жінок 1994 року та в чемпіонаті Європи 2001 року з волейболу серед жінок. На клубному рівні грала за «Орбіту» (Запоріжжя), «Олександрію» (Біла Церква), «Іскру» (Луганськ), турецькі і грецькі клуби.

## Клуби
| Роки      | Команди                     |
| --------- | --------------------------- |
|           | «Орбіта» (Запоріжжя)        |
| 1991—1992 | «Орбіта-2» (Лисичанськ)     |
| 1992—1994 | «Олександрія» (Біла Церква) |
| 1994—1995 | «Орбіта» (Запоріжжя)        |
| 1995—1997 | «Іскра» (Луганськ)          |
| 1997—1998 | «Гюнеш Сігорта» (Стамбул)   |
| 1998—1999 | «Іскра» (Луганськ)          |
| 2000—2001 | «Гезтепе» (Ізмір)           |
| 2001—2002 | «Панеллініос» (Афіни)       |
| 2002—2003 | «Філатлітікос» (Салоніки)   |